# Iyad Allawi
Iyād ʿAllāwī Arabo اياد علاوي (Baghdad, 31 maggio 1944) è un politico iracheno, già primo ministro ad interim del governo iracheno fra il maggio 2004 e l'aprile 2005.
Neurologo nel Regno Unito e in Iraq, ʿAllāwi è un militante politico in esilio. Autorevole membro della comunità sciita è stato presidente del Consiglio del Governo iracheno ad interim, subito dopo l'invasione dell'Iraq da parte statunitense e la successiva guerra del 2003.
Ricoprì questa carica dopo la caduta di Saddam Hussein, quando il Consiglio è stato disciolto ed è stato nominato dalle autorità d'occupazione primo ministro il 1º giugno del 2004.
Iyād ʿAllāwī ha vissuto circa metà della sua vita nel Regno Unito e conserva la sua cittadinanza britannica.

## Studi
È diventato neurologo al termine dei suoi studi nella Facoltà di medicina dell'Università di Baghdad.

## Carriera politica e successivo esilio
Iyād ʿAllāwī ha fondato l'Intesa Nazionale Irachena (in arabo الوفاق الوطني العراقي‎?, al-Wafāq al-Waṭanī al-ʿIrāqī nel 1991, un movimento di oppositori in esilio alla politica di Saddam Hussein. Dopo la caduta in disgrazia di Ahmad Chalabi agli occhi della CIA e del Dipartimento di Stato, è diventato l'oppositore iracheno favorito da tali due organismi, ai quali egli non fece mancare utili informazioni nella delicata fase del dopo-guerra. Rientrò in Iraq nell'aprile del 2003, e s'affermò progressivamente come il candidato più credibile per il posto di Primo ministro nel governo provvisorio iracheno, dopo l'allontanamento del suo rivale Chalabi, accusato di aver fornito false indicazioni alla coalizione anglo-statunitense, di complottare a favore dell'Iran e di aver spinto per la realizzazione di una "de-ba'thificazione" eccessiva, che Allawi non condivideva e denunciava come improvvida.
Alla fine dell'assedio e dei pesanti bombardamenti su Falluja, che provocarono un alto numero di morti, mentre era Primo ministro, ʿAllāwī dichiarò in lingua inglese: "La zona è stata ripulita", riferendosi agli appartenenti ai componenti di al-Qa'ida in Iraq di Abu Mus'ab al-Zarqawi che s'erano installati nella città irachena a forte prevalenza sunnita.

Il 18 luglio 2004, alcuni insorti (nome attribuito a quegli Iracheni che non hanno accettato la Pax americana nel loro Paese, in qualche caso spingendosi fino al più schietto terrorismo) hanno offerto una ricompensa di 285.000 dollari USA a chiunque avesse giustiziato ʿAllāwī.
Il partito di Iyād ʿAllāwī ha raggiunto un'intesa con altre formazioni laiche sciite e ha presentato una "Lista Irachena" alle Elezioni dell'Assemblea Costituente irachena del gennaio 2005. Ha conseguito in tale occasione il terzo posto tra le formazioni politiche maggiormente votate, con circa il 14 % dei voti espressi. Durante le elezioni parlamentari del 15 dicembre 2005, la sua coalizione, la "Lista Nazionale Irachena", è arrivata al quarto posto, con l'8 % dei voti.
Durante le elezioni parlamentari in Iraq del 2010, è stato alla testa di una coalizione a tendenza laica: il "Movimento Nazionale Iracheno". Con il 25,8 % dei voti, la coalizione ha vinto le elezioni, creando enormi difficoltà alla permanenza alla guida dell'Iraq dell'assai meno laico Primo ministro Nūrī al-Mālikī, confermato grazie alle forti pressioni statunitensi nella sua carica, dopo 8 lunghi mesi di imbarazzante stallo, solo nel dicembre del 2010.